# Berryz工房 フェスティバル 〜ようこそ雄叫びランドへ〜
『Berryz工房 フェスティバル 〜ようこそ雄叫びランドへ〜』（ベリーズこうぼう フェスティバル 〜ようこそおたけびランドへ〜）は、2010年4月18日によみうりランドオープンシアターEASTにて行われた、アルバム『6th 雄叫びアルバム』発売記念イベントである。

## DVD
『Berryz工房 フェスティバル 〜ようこそ雄叫びランドへ〜』（2010年6月23日発売）
1. OPENING
2. ハピネス〜幸福歓迎!〜
3. ライバル
4. MC1
5. スプリンター!（清水佐紀）
6. 恋はひっぱりだこ（徳永千奈美）
7. 21時までのシンデレラ（嗣永桃子）
8. 笑っちゃおうよ BOYFRIEND（熊井友理奈）
9. MC2
10. グランドでも廊下でも目立つ君（須藤茉麻・熊井友理奈）
11. ヤキモチをください!（清水佐紀・徳永千奈美・菅谷梨沙子）
12. 愛には 愛でしょ（嗣永桃子・夏焼雅）
13. MC3
14. TODAY IS MY BIRTHDAY（夏焼雅）
15. サクラハラクサ（須藤茉麻）
16. VERY BEAUTY（菅谷梨沙子）
17. MC4
18. 抱きしめて 抱きしめて
19. 青春バスガイド
20. 流星ボーイ
21. 雄叫びボーイ WAO!
22. MC5
23. 友達は友達なんだ!